# Y・S・ジャガン・モハン・レッディ
イェドゥグリ・サンディンティ・ジャガン・モハン・レッディ（英語: Yeduguri Sandinti Jagan Mohan Reddy、1972年12月21日 - ）は、インドの政治家。YSR会議派党首。2019年から2024年までアーンドラ・プラデーシュ州首相を務めた。

## 経歴
アーンドラ・プラデーシュ州南部カダパ県（現YSR県）で、Y・S・ラジャセカラ・レッディの息子として生まれる。ハイデラバード公立学校で学び、その後ニザム大学を卒業。商学士の学位を取得している。
2009年インド総選挙にカダパ選挙区から立候補し、インド国民会議の候補者として当選。ローク・サバー議員となった。
2009年9月2日、父親でアーンドラ・プラデーシュ州首相を務めていたY・S・ラジャセカラ・レッディが、ヘリコプター墜落事故により亡くなった。息子であるレッディを後任の州首相に推す動きがあったが、国民会議派の総裁であるソニア・ガンディーはコニジェティ･ロサイアを州首相に指名した。その後、国民会議派の指導部との対立を深めていき、2010年には同党を離党して、YSR会議派を立ち上げた。
2014年の州議会選挙でYSR会議派は70議席を獲得し、政権はとれなかったものの最大野党となった。
2019年の州議会選挙では、175議席中151議席をYSR会議派が獲得し過半数の議席を占めた。2019年5月30日、アーンドラ・プラデーシュ州首相に就任した。